# Зофювка (Монецький повіт)
Зофювка (пол. Zofiówka) — село в Польщі, у гміні Книшин Монецького повіту Підляського воєводства.
Населення — 263 особи (2011).
У 1975—1998 роках село належало до Білостоцького воєводства.

## Демографія
Демографічна структура станом на 31 березня 2011 року:
|          | Загалом | Допрацездатний вік | Працездатний вік | Постпрацездатний вік |
| -------- | ------- | ------------------ | ---------------- | -------------------- |
| Чоловіки | 130     | 31                 | 81               | 18                   |
| Жінки    | 133     | 37                 | 64               | 32                   |
| Разом    | 263     | 68                 | 145              | 50                   |